# Каліпсо (супутник)
Каліпсо (лат. Calypso, грец. Καλυψώ) — супутник Сатурна. Відкритий 13 березня 1980 року Деном Паску, П. К. Зейдельманом, Вільямом Баумом і Дугласом Куррі. 
У грецькій міфології Каліпсо — донька Океана і Тетії.
Супутники Телесто і Каліпсо називають супутниками-троянцями Тефії, оскільки вони рухаються по тій самій орбіті, що й Тефія. Телесто випереджає Тефію по орбіті на 60°, а Каліпсо відстає на 60°. Щодо системи Сатурна—Тефія перебувають в точках Лагранжа L4 та L5 відповідно.